# Frente de los cerezos en flor
El frente de los cerezos en flor (桜前線 sakura zensen?) se refiere al avance de las flores de cerezo en Japón. La Agencia Meteorológica de Japón registra la apertura y plena floración de las flores de cerezo desde Kyūshū a fines de marzo hasta Hokkaidō a mediados de mayo. El frente en avance también es objeto de informes periódicos de las principales agencias de noticias. La flor de cerezo es de gran interés público en Japón gracias a su simbolismo y a la costumbre de ver flores conocida como hanami.

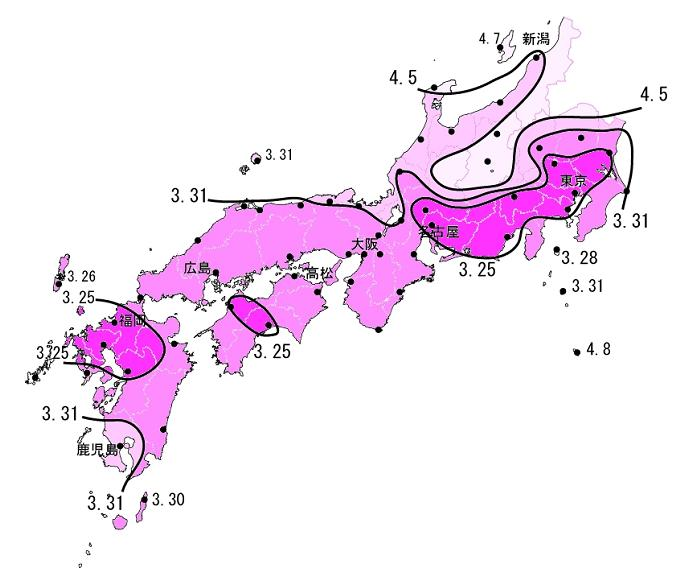
El frente de los cerezos en flor entre Kyūshū y Kantō, 2007

## Pronósticos
Desde 1951, la Agencia Meteorológica de Japón elabora pronósticos para la región de Kantō y desde 1955 para todo Japón, excepto Okinawa y las islas Amami. A partir de 2010, la Agencia dejó que las previsiones las realice el sector privado aunque sigue observando y determinando el impacto del clima sobre la floración de la cereza. El pronóstico se basa en la ecuación de Arrhenius, con la fórmula
{\displaystyle {\text{DTS}}=\exp \left[9.5\times 10^{3}\cdot {\frac {T-288.2}{288.2T}}\right],}
donde T es la temperatura media del día en kelvin y DTS representa el número de días transformados a la temperatura estándar.

## Cierne
El día de apertura se define como el punto en el que se han abierto al menos de cinco a seis flores en el árbol de muestra. El día de plena floración es cuando al menos el 80% de las flores se han abierto. Típicamente se observa la cereza Yoshino ya que esta variedad es la que desde finales del período Edo, se ha plantado en todo el archipiélago. Los árboles de muestra también incluyen la cereza Higan en el sur y Prunus sargentii (cereza de Sargent) en el norte.
En 2006 se informó que las flores de cerezo podrían superar a las flores de ciruelo antes de llegar a Hokkaidō.

## Árboles de muestra

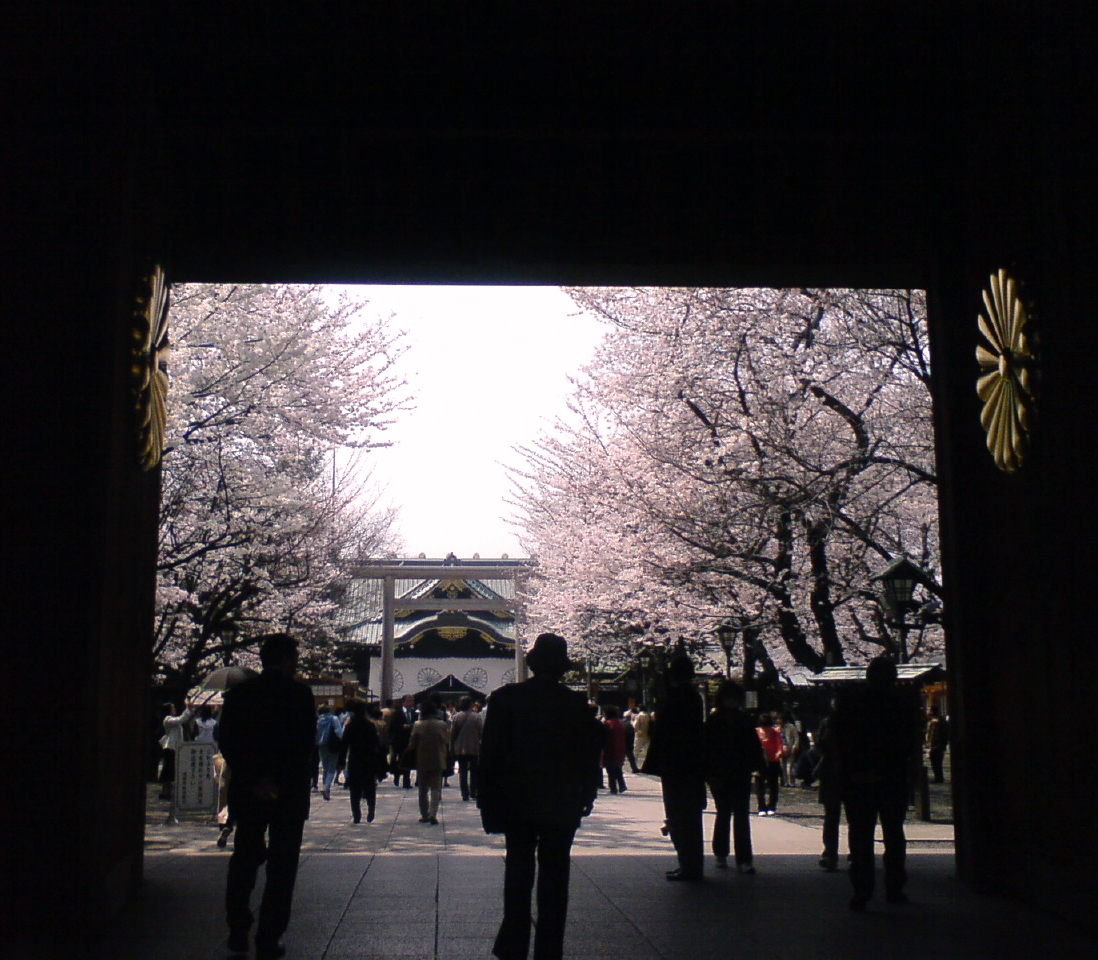
En Tokio, el árbol de muestra especificado por la Agencia Meteorológica se encuentra dentro del recinto de Yasukuni Jinja

Hay cincuenta y nueve árboles de muestra a la vez. Los árboles jóvenes sucesores se seleccionan de entre los posibles candidatos cuando un titular llega a ser demasiado viejo o está incapacitado por algún otro motivo. Por ejemplo, el árbol de muestra en Mito colapsó bajo el peso de la nieve en 2005, mientras que el del extremo sur de la isla Ishigaki fue derribado por un tifón un año después. Los cincuenta y nueve árboles de muestra se encuentran distribuidos por todo Japón, en los sitios de las principales estaciones meteorológicas de la Agencia:
- Okinawa: Ishigaki, Miyako-jima, Naha, Minami Daitō
- Kyūshū/Yamaguchi: Fukuoka, Shimonoseki, Ōita, Nagasaki, Saga, Kumamoto, Miyazaki, Kagoshima, Amami (anteriormente Naze)
- Shikoku: Takamatsu, Tokushima, Matsuyama, Kōchi
- Chūgoku: Hiroshima, Okayama, Matsue, Tottori
- Kinki: Osaka, Hikone, Kioto, Maizuru, Kōbe, Nara, Wakayama
- Tōkai: Nagoya, Shizuoka, Gifu, Tsu
- Kantō: Tokio, Mito, Utsunomiya, Maebashi, Kumagaya, Chōshi, Yokohama, Nagano, Kōfu
- Hokuriku: Niigata, Toyama, Kanazawa, Fukui
- Tōhoku: Sendai, Aomori, Akita, Morioka, Yamagata, Fukushima
- Hokkaidō: Sapporo, Wakkanai, Asahikawa, Abashiri, Obihiro, Kushiro, Muroran, Hakodate.